# کینگزکلر
کینگزکلر (به انگلیسی: Kingsclere) یک روستا و محله مدنی در بریتانیا است که در Basingstoke and Deane واقع شده‌است. کینگزکلر ۳٬۱۶۴ نفر جمعیت دارد.